# Bahmadī (ort i Iran)
Bahmadī (persiska: بهمدی) är en ort i Iran.   Den ligger i provinsen Hormozgan, i den sydöstra delen av landet, 1 200 km sydost om huvudstaden Teheran. Bahmadī ligger 21 meter över havet och antalet invånare är 382.
Terrängen runt Bahmadī är platt åt sydväst, men åt nordost är den kuperad.Runt Bahmadī är det mycket glesbefolkat, med 7 invånare per kvadratkilometer. Närmaste större samhälle är Jāsk-e Kohneh, 14,3 km sydost om Bahmadī. Trakten runt Bahmadī är ofruktbar med lite eller ingen växtlighet.